# Méditation sur un balai

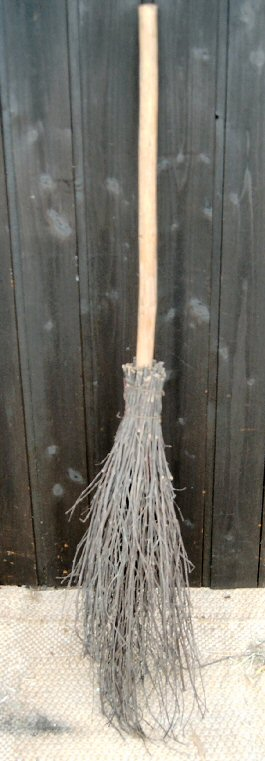
« Mais un manche à balai, direz-vous peut-être, est la figuration d'un arbre dressé sur sa tête, et qu'est donc l'homme, je vous prie, sinon une créature mise à l'envers ? »

La Méditation sur un manche à balai, dans le style et à la manière des méditations de l'honorable Robert Boyle (Meditation Upon a Broomstick en anglais) est une satire et une parodie écrite par Jonathan Swift vers 1703. Elle fut publiée pour la première fois en 1710 mais le projet d'écriture vit le jour lors du séjour de l'auteur dans le comté de Surrey, alors qu'il était le secrétaire de William Temple. C'est alors qu'il lut quelques passages des Réflexions occasionnelles sur plusieurs sujets de Robert Boyle (Occasional Reflections upon Several Subjects, 1664) à la jeune Esther Johnson (en), que Swift appelait Stella.

## Contexte de l'écriture
Les réflexions de Boyle prenaient la forme de méditations sur des sujets de la vie quotidienne, assimilés à des questions religieuses. Boyle pouvait ainsi considérer un feu, ou encore l'acte de faire le ménage, et voir en ces éléments le reflet de la relation entre Dieu et l'Homme, ou de celle entre l'Homme et son âme. Ces spéculations étaient très appréciées dans le foyer des Temple. Un jour, Swift, excédé par la prévisibilité des raisonnements de Boyle, rédigea sa propre Méditation et la glissa dans le livre. Lorsque vint l'heure de la lecture quotidienne, il lut sa propre Méditation sur un balai. Les dames de la maison n'en saisirent la profonde absurdité que peu avant la fin. Swift reformula plus tard sa Méditation de manière plus formelle et la publia : ayant perdu l'original, il réécrivit le texte de mémoire vers 1703.

## Résumé
La Méditation débute par une comparaison rationnelle et morale, mais s'engage ensuite dans une frénésie de comparaisons de plus en plus invraisemblables. Tandis que la satire commence par une imitation parfaite du ton de Boyle, elle s'achève sur une note misanthropique et misogyne, teintée de désespoir et de nihilisme. De même, après avoir débuté par un appel plein d'espoir à l'introspection spirituelle, le texte se termine en condamnant tous les efforts visant à s'améliorer.

## Extrait
« Mais un manche à balai, direz-vous peut-être, est la figuration d'un arbre dressé sur sa tête, et qu'est donc l'homme, je vous prie, sinon une créature mise à l'envers, ses propensions animales chevauchant perpétuellement ses facultés rationnelles, sa tête à la place où devraient être ses pieds rampant à terre ? Et pourtant, en dépit de tous ses défauts, il s'érige en réformateur universel, prétend corriger les abus, abolir les injustices, fouille dans les coins répugnants de la nature, en ramenant à la clarté du jour toutes les pourritures ensevelies, et soulève des nuages de poussière là où il n'y en avait pas un atome. »